# Andrij Kułakow
Andrij Andrijowycz Kułakow, ukr. Андрій Андрійович Кулаков (ur. 28 kwietnia 1999 we wsi Werchniobohdaniwka, w obwodzie ługańskim) – ukraiński piłkarz, grający na pozycji pomocnika.

## Kariera piłkarska

### Kariera klubowa
Wychowanek Akademii Piłkarskiej Metalist Charków, barwy której bronił w juniorskich mistrzostwach Ukrainy (DJuFL). 7 sierpnia 2016 roku rozpoczął karierę piłkarską w drużynie Szachtar U-19. Jest jednym z bardzo utalentowanych młodych piłkarzy donieckiego klubu.

### Kariera reprezentacyjna
W 2015 debiutował w juniorskiej reprezentacji Ukrainy U-17. W latach 2016–2019 występował w reprezentacji U-19. W 2019 został powołany do młodzieżowej reprezentacji Ukrainy.

## Sukcesy i odznaczenia

### Sukcesy klubowe
Ukraina U-19
- brązowy medalista Mistrzostw Europy U-19: 2018